# Rebel Records (France)
Cet article concerne le label français fondé par Michel Esteban. Pour le label américain fondé par Dick Freeland, Bill Carroll et Sonny Compton, voir Rebel Records.
Pour les articles homonymes, voir Rebel.
Rebel Records était un label discographique indépendant parisien, fondé en 1977 par Michel Esteban.
Les locaux du label se situaient 12 rue des Halles, au premier étage du concept store "Harry Cover" créé par Michel Esteban.
Le label s'arrêta en 1978.
Esteban signa Marie et les Garçons, un groupe new wave de Lyon, et produit leur premier EP (trois titres) en 1977. Il demanda alors à son ami John Cale de produire leur second single : "Rebop" qui fut enregistré au studio Big Apple à New York. Le single sortira en France en 1978 sur Rebel Records.
Michel Esteban rejoindra alors SPY Records, le label fondé par John Cale et Jane Friedman (le manager de Patti Smith).
Le single de Marie et les Garçons "Rebop" sortira sur SPY Records  aux États-Unis. 
Rebel Records publiera un troisième et dernier single du groupe no wave New-Yorkais "Mars" produit par Patti Smith et Jay Dee Daugherty.
En 1978 Esteban quitte SPY Records pour fonder ZE Records avec Michael Zilkha.

## Discographie

### Discographie Rebel Records
- RB 7701 Marie Et Les Garçons - Rien a Dire / A bout de Souffle / Mardi Soir (7", EP)
- RB 7702 Marie Et Les Garçons - Rien a Dire / A bout de Souffle / Mardi Soir (12", EP)
- RB 7703 Marie Et Les Garçons - Rebop / Attitudes  (7", Single)
- RB 7802 Mars - 3E / 11.000 Volts  (7", Single)

### Ré-édition sur ZE Records en 1979
- ZE1201 Marie Et Les Garçons - Rebop / Attitudes/ Rien A Dire Medley (12", Single)
- ZE12010 Mars - 3E / 11.000 Volts  (12", Single)